# Креспино
Креспино (итал. Crespino) — коммуна в Италии, располагается в провинции Ровиго области Венеция.
Население составляет 2098 человек, плотность населения составляет 68 чел./км². Занимает площадь 31 км². Почтовый индекс — 45030. Телефонный код — 0425.
Покровителем коммуны почитается святитель Мартин Турский, празднование 11 ноября.
В коммуне имеются
- храм[итал.], освящённый в часть святителей Мартина Турского и Севера Равеннского
- храм[итал.], освящённый в честь святого мученика Кассиана
- храм[итал.], освящённый в честь священномученика Лаврентия
- молельня, освящённая в честь Пресвятой Богородицы Милосердной (Oratorio di Santa Maria Madre della Misericordia).